# John Poindexter
Pour les articles homonymes, voir Poindexter.
John Marlan Poindexter, né le 12 août 1936 à Odon, est un officier naval américain (à la retraite en 2011) et un officiel du département de la Défense des États-Unis. Il a conseillé Ronald Reagan en tant que Deputy National Security Advisor (en) et comme conseiller à la sécurité nationale. Il a été condamné en avril 1990 pour de multiples forfaits liés à son implication dans l'affaire Iran-Contra,, mais ses condamnations ont été annulées en appel en 1991. En janvier 1996, il est engagé par la société Syntek Technologies, en tant que vice-président principal, afin d'aider au développement du Project Genoa pour la DARPA. Plus récemment, il a occupé pour une courte période le poste de directeur du Information Awareness Office de la DARPA lors de la présidence de George W. Bush.
Il est le père de l'astronaute Alan G. Poindexter.